# A-Gruppe
Die A-Gruppe ist eine vorgeschichtliche Kultur in Unternubien, deren Herkunft ungesichert ist. Sie tritt von der ersten Hälfte des 4. Jahrtausend v. Chr. bis zum Beginn des 3. Jahrtausend v. Chr. auf und war vom südlichen Ägypten (etwas nördlich von Assuan) bis in das Gebiet des 2. Nilkataraktes verbreitet.
Bei der A-Gruppe handelt es sich um ein Volk mit halbnomadischer Lebensweise, das in lockeren Familienverbänden lebte. Es lassen sich kaum soziale Differenzierungen ausmachen. Nur in der Spätphase gibt es einige besonders reich ausgestattete Gräber, die lokalen Häuptlingen zugeschrieben werden. Sayala, Qustul und Dakka gelten als die drei größten Siedlungszentren.

## Chronologie
Die A-Gruppe wird in drei Stufen unterteilt: Die frühe, die klassische und die späte Phase:
- Die frühe A-Gruppe existierte zeitgleich mit der Naqada I- und der frühen Naqada-II-Phase in Oberägypten, die Fundplätze reichen vom Wadi Kubbaniya bis Sayala.
- Die klassische A-Gruppe tritt während der Naqada IId-IIIa-Phase mit Fundplätzen in Unternubien und südlich des Zweiten Kataraktes auf.
- Die späte A-Gruppe existierte zeitgleich mit der Naqada IIIb-Phase, der 0. Dynastie und der frühen 1. Dynastie mit Fundplätzen in Unternubien und im nördlichen Teil von Obernubien.

## Wirtschaft

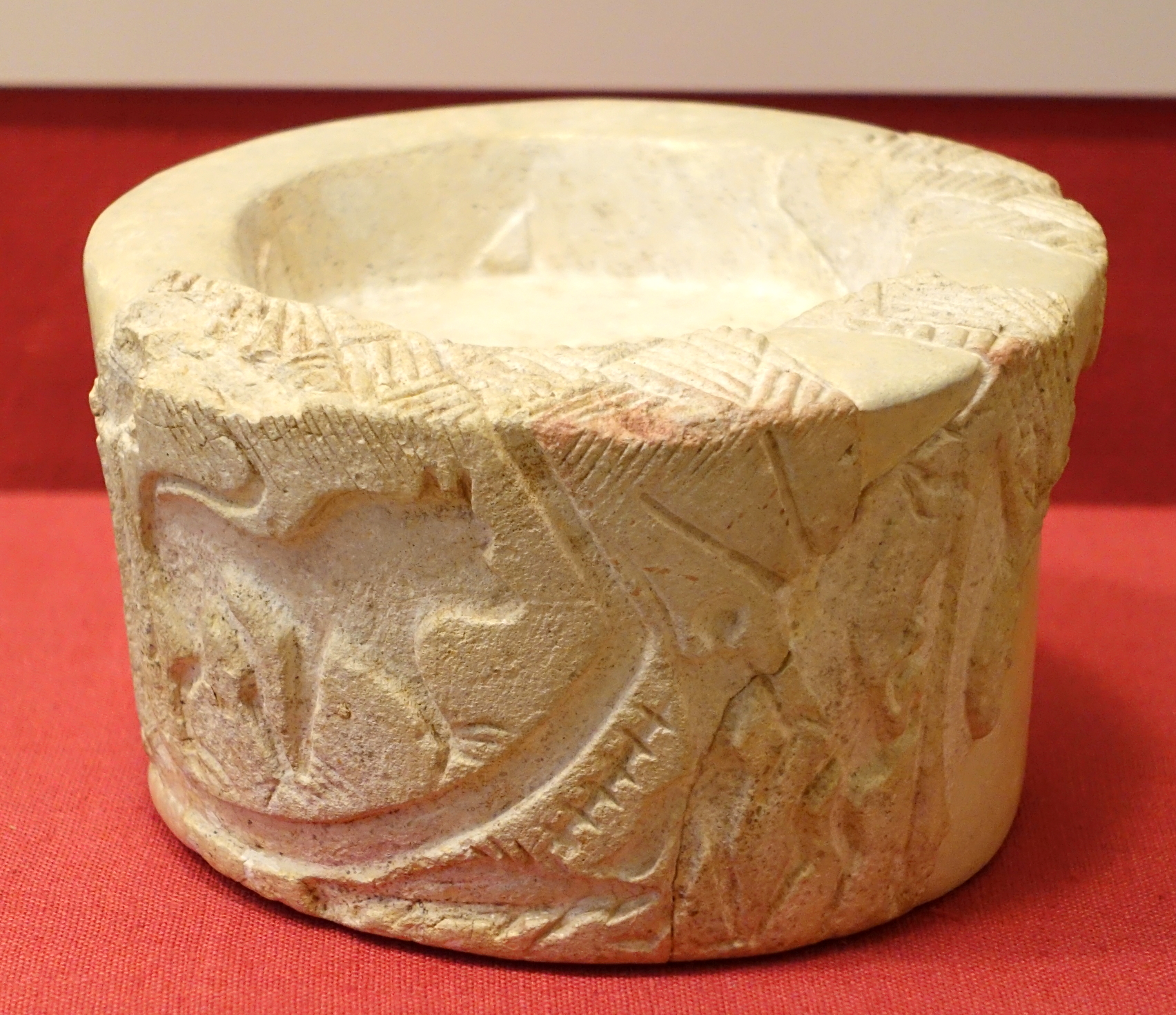
Weihrauchbrenner aus Qustul

Es wurden Weizen, Gerste und einige Früchte, wie Dattelpalmen kultiviert, daneben gibt es Belege für Viehzucht, wie Ziegen und Schafe. Rinder sind nur selten bezeugt. Das Fehlen von Großvieh mag dabei auf die besonderen klimatischen Bedingungen von Unternubien zurückzuführen sein. Hier gab es so gut wie keine ausreichenden Weidegründe. Daneben kann Fisch- und Wildfang angenommen werden. Die Töpferei, Lederverarbeitung und Korbwaren waren bekannt, Metall dagegen noch nicht.
Eine wichtige Rolle spielten Handelskontakte zu Oberägypten, von wo man Getreide, Bier, Wein und Öl in Gefäßen importierte. Zu den hochwertigen produzierten Gegenständen, vor allem für den Grabkult bestimmt, zählen Paletten, Steingefäße, Kupfergegenstände, Perlen und Amulette aus Fayence sowie Muscheln vom Mittelmeer. Besondere Fundstücke sind eine Keule mit Goldgriff und ein Weihrauchbrenner aus Qustul. Er zeigt einen unbekannten Pharao mit Weißer Krone auf einem Boot sitzend und gilt als die bislang älteste Darstellung eines ägyptischen Herrschers.
Der Handel mit Ägypten nahm während der Naqada II-Zeit deutlich zu. Wichtige Handelszentren waren Elephantine und Seyala, wo auf Fels gezeichnete Schiffsdarstellungen im Stile von Naqada II entdeckt wurden.

## Grabkult
Die Gräber der A-Gruppe sind hauptsächlich einfache ovalen Gruben und ovale Gruben mit einer Seitenkammer. Graboberbauten konnten bisher nicht nachgewiesen werden. Der Bestattete liegt meist in Hockstellung auf der rechten Körperseite mit dem Kopf nach Westen ausgerichtet. Zu den auffälligen Grabbeigaben zählen weibliche Sitzfigurinen und importierte Luxuswaren, z. B. ägyptische Perlen.
Gräber, die nur sehr einfach ausgestattet waren oder bei denen Grabbeigaben gänzlich fehlten, wurden von George Andrew Reisner einer weiteren Kultur zugeordnet, die er als B-Gruppe bezeichnete. Diese Gräber gehörten nach heutiger Auffassung Personen der A-Gruppe mit geringererem sozialen Status.

## Keramik

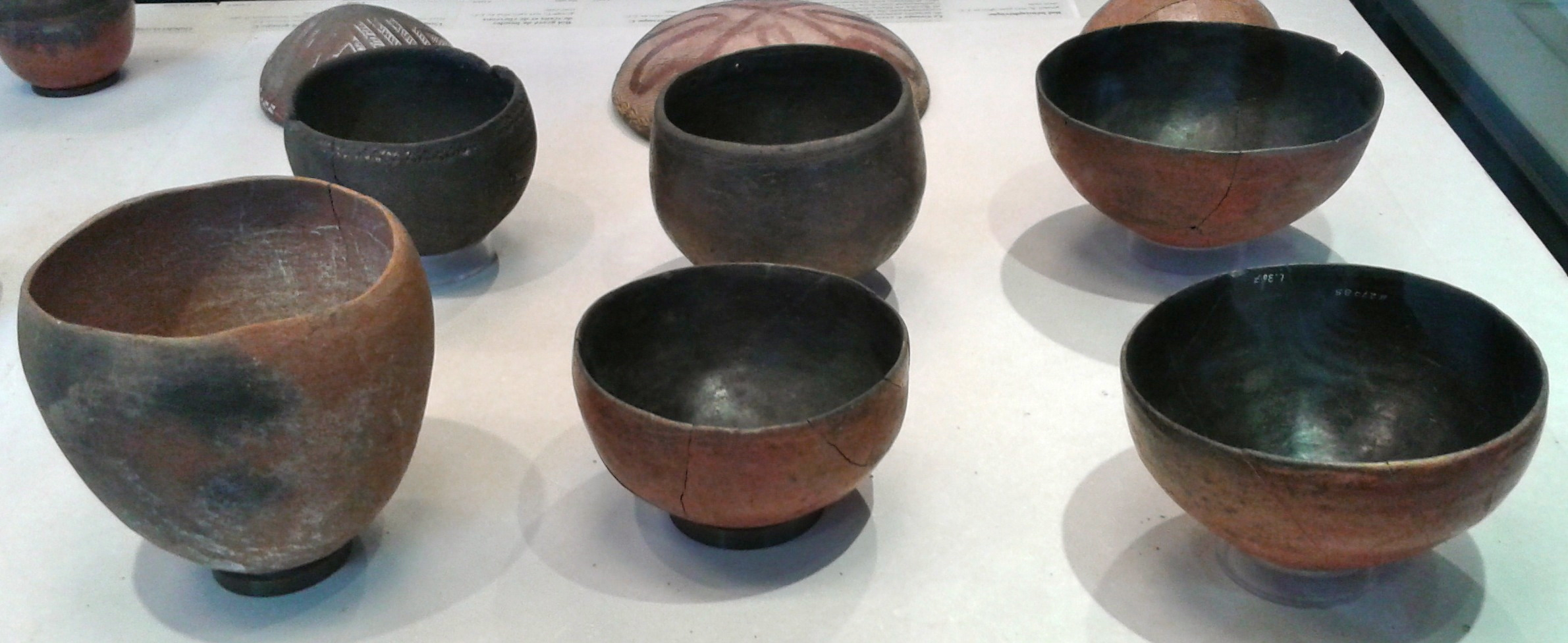
Gefäße der nubischen A-Gruppe, Louvre

Die Keramik der A-Gruppe ist handgemacht, sehr fein und umfasst mehrere verschiedene Gefäßtypen. Verbreitet war rotpolierte, schwarzrandige Keramik mit schwarzer Innenseite und teils geriffelter Oberfläche, vergleichbare Keramik trat auch bei der Naqada-Kultur in Oberägypten auf. Charakteristisch für die A-Gruppe sind aufgemalte geometrische oder lineare Muster. Auf figürliche Malerei, wie sie zeitgleich in Ägypten auftritt, wurde jedoch weitgehend verzichtet.

## Untergang
Die A-Gruppe ist ab etwa 2800 v. Chr. in Unternubien archäologisch kaum noch nachweisbar. Dies wurde in der Vergangenheit oft mit einer Entvölkerung Unternubiens erklärt, was mit der Staatsbildung in Ägypten in Verbindung gebracht worden ist. Die Ägypter hätten demnach Unternubien entvölkert und die Bewohner nach Ägypten verschleppt. Jüngeren Untersuchungen zufolge ist diese These jedoch nicht haltbar; mehrere ägyptische Quellen erwähnen regelmäßige Beutezüge der Ägypter nach Unternubien, bei denen Kleinvieh erbeutet wurde, was auf eine kontinuierliche Besiedlung schließen lässt. Daher wird heute eher angenommen, dass die Träger der A-Gruppen-Kultur vorübergehend zu einer rein nomadischen Lebensweise zurückkehrten.
Andererseits gibt es archäologische Hinweise darauf, dass einige Menschen der A-Gruppe zur Zeit der 4. und 5. Dynastie in der Region rund um die Stadt Buhen lebten. Ferner konnten einige Fundplätze zwischen dem Zweiten und Dritten Nilkatarakt (zwischen Batn el-Hajar und Kerma) ausgemacht werden, was auf eine Wanderungsbewegung nach Obernubien schließen lässt.